# 湘潭高新技术产业开发区
湘潭高新技术产业开发区位于湖南省湘潭市，是2009年经国务院批准升级为国家高新技术产业开发区的高新区，面积46.79平方公里。

## 历史沿革
- 1992年：经湖南省人民政府批准，成立湘潭高新技术产业开发区。
- 2009月：经国务院批准，湘潭高新技术产业开发区升级为国家高新技术产业开发区[2]。